# Ley Orgánica del Tribunal Supremo de Justicia
La Ley Orgánica del Tribunal Supremo de Justicia de la República Bolivariana de Venezuela fue una ley impulsada en 2004 por el presidente Hugo Chávez y su primer partido, el Movimiento V República, que reformó el Tribunal Supremo y amplió sus integrantes con doce miembros afines al gobierno, alejando de su cargo a magistrados que habían hecho contrapeso a las políticas del chavismo hasta ese entonces.

## Antecedentes
La Constitución de 1999 buscaba garantizar la independencia de los magistrados otorgándoles doce años y con la posibilidad de removerlos con dos tercios de la Asamblea Nacional. En marzo de 2000 el recién creado Tribunal Supremo de Venezuela lo integraban veinte magistrados, de los cuales, indirectamente, diez eran aliados y diez opositores de Chávez.
Tras el golpe de Estado al segundo gobierno de Hugo Chávez en 2002, donde fue derrocado por cuarenta horas, «el sistema judicial empezó a resentirse», según José Miguel Vivanco, director para América de Human Rights Watch. Cuatro meses después, el TSJ emitió una sentencia donde se negaba a iniciar una investigación a los cuatro generales que estaban acusados de participar en este. Según un informe de HRW, desde 2003 Chávez «venía adoptando medidas para asumir el control del Poder Judicial, erosionando la separación de poderes y la independencia del sistema judicial, a través de medios que violan los principios fundamentales de la Constitución venezolana y el derecho internacional de los derechos humanos».

## Historia
En 2004 se aprobó la ley, que permitió destituir magistrados mediante una mayoría simple de votos y que amplió la participación en el TSJ de doce a veinte miembros, afines al gobierno, según Human Rights Watch.

## Repercusión histórica y política
El informe de HRW de 2008 determinó que después de esta ley, el TSJ afín al gobierno despidió a cientos de jueces, designando otros cientos en su lugar, recomendando tomar medidas para revertir el daño causado por dicha ley. Su director para América, José Miguel Vivanco, declaró que la ley «convirtió al tribunal en un apéndice del Ejecutivo».